# Leopoldo Girelli
Leopoldo Girelli (Predore, 13 marzo 1953) è un arcivescovo cattolico italiano, nunzio apostolico in India e Nepal.

## Biografia
Ordinato sacerdote per la diocesi di Bergamo (17 giugno 1978) è stato coadiutore parrocchiale di Casnigo (1978-1981), residente a Desenzano di Albino (1981-1984), studente alla Pontificia Accademia Ecclesiastica di Roma (1984-1987), segretario della nunziatura apostolica in Camerun (1987-1991) e in Nuova Zelanda (1991-1993), quindi consigliere alla Sezione Affari generali della Segretaria di Stato vaticana (1993-2001) e poi alla nunziatura apostolica negli Stati Uniti (2001-2006).
Il 13 aprile 2006 è stato nominato arcivescovo titolare di Capri e nunzio apostolico in Indonesia, un paese dove la minoranza cattolica è perseguitata, riscontrandosi assalti e incendi a chiese cattoliche e uccisioni di preti indigeni; ha ricevuto la consacrazione episcopale il 17 giugno dello stesso anno nella chiesa ipogea del Seminario di Bergamo per le mani dell'allora segretario di Stato vaticano cardinale Angelo Sodano.
Il 10 ottobre 2006 è stato nominato nunzio apostolico a Timor Est: dopo i primi due nunzi che sono durati due anni in tutto, è toccato a lui accompagnare la crescita e lo sviluppo della chiesa in quel paese, che non solo è il più cattolico dell'Asia, ma dove il ruolo della religione è fondamentale nell'identità nazionale (insieme con la lingua e con la storia) e dove la Chiesa cattolica ha giocato un ruolo decisivo nell'opera di pacificazione, nella rivendicazione dell'indipendenza dall'Indonesia, ottenuta infine nel 2002, e nella normalizzazione dei rapporti internazionali. Nel corso del suo mandato, Timor Est è passato attraverso due colpi di stato, nel 2006 e nel 2008.
Il 13 gennaio 2011 è stato nominato nunzio apostolico in Singapore, delegato apostolico in Malaysia e in Brunei (incarico da cui cessa il 16 gennaio 2013) e rappresentante pontificio non residente per il Vietnam e, il 18 giugno 2011, nunzio apostolico presso l'Associazione delle Nazioni del Sud-est asiatico. La nomina in Vietnam è di particolare delicatezza: con l'istituzione del rappresentante non permanente e la nomina di monsignor Girelli, le relazioni diplomatiche col paese dove è presente un gran numero di cattolici (8 milioni, terza comunità dell'Asia dopo le Filippine e l'India) hanno compiuto passi decisivi verso la normalizzazione. La nomina è stata il primo risultato effettivo dei negoziati fra la Santa Sede e il Vietnam dopo la guerra e l'interruzione delle relazioni diplomatiche, che dal 2009 hanno ricevuto un quadro di ufficialità. Il nunzio in diverse occasioni ha potuto incontrare le comunità locali per testimoniare ai fedeli la vicinanza del papa. Durante la sua nunziatura numerose diocesi vacanti da lungo tempo o guidate da vescovi molto anziani sono state provviste con nuovi vescovi.
Il 14 agosto 2015 ha presenziato alla firma del primo accordo tra Santa Sede e Timor Est, con cui si garantisce lo statuto giuridico della Chiesa cattolica nel paese e si regolano il matrimonio canonico, i luoghi di culto, le istituzioni cattoliche di istruzione e di educazione, l'insegnamento della religione nelle scuole, l'attività assistenziale-caritativa della Chiesa, la cura pastorale nelle forze armate e nelle istituzioni penitenziarie ed ospedaliere, e il regime patrimoniale e fiscale.
Il 13 settembre 2017 è stato nominato nunzio apostolico in Israele e delegato apostolico a Gerusalemme e in Palestina. Due giorni dopo è stato nominato nunzio apostolico a Cipro.
Il 13 marzo 2021 è stato nominato nunzio apostolico in India. Il 13 settembre dello stesso anno è stato nominato anche nunzio apostolico in Nepal.

## Genealogia episcopale e successione apostolica
La genealogia episcopale è:
- Cardinale Scipione Rebiba
- Cardinale Giulio Antonio Santori
- Cardinale Girolamo Bernerio, O.P.
- Arcivescovo Galeazzo Sanvitale
- Cardinale Ludovico Ludovisi
- Cardinale Luigi Caetani
- Cardinale Ulderico Carpegna
- Cardinale Paluzzo Paluzzi Altieri degli Albertoni
- Papa Benedetto XIII
- Papa Benedetto XIV
- Papa Clemente XIII
- Cardinale Marcantonio Colonna
- Cardinale Giacinto Sigismondo Gerdil, B.
- Cardinale Giulio Maria della Somaglia
- Cardinale Carlo Odescalchi, S.I.
- Vescovo Eugène de Mazenod, O.M.I.
- Cardinale Joseph Hippolyte Guibert, O.M.I.
- Cardinale François-Marie-Benjamin Richard de la Vergne
- Cardinale Pietro Gasparri
- Cardinale Clemente Micara
- Cardinale Antonio Samorè
- Cardinale Angelo Sodano
- Arcivescovo Leopoldo Girelli

La successione apostolica è:
- Vescovo Ludovikus Simanullang, O.F.M.Cap. (2007)
- Vescovo Norberto do Amaral (2010)
- Cardinale William Goh Seng Chye (2013)